# Cristina Giuliana di Baden-Durlach
Cristina Giuliana di Baden-Durlach (Durlach, 12 settembre 1678 – Eisenach, 10 luglio 1707) è stata una nobildonna tedesca membro del casato di Zähringen e per matrimonio Duchessa di Sassonia-Eisenach.
Nata nel Castello di Karlsburg a Durlach, era la maggiore dei quattro figli del principe Carlo Gustavo di Baden-Durlach, fratello minore di Federico VII, Margravio di Baden-Durlach, e di Anna Sofia di Brunswick-Wolfenbüttel.

## Vita
Unica sopravvissuta dei figli dei suoi genitori (i suoi tre fratelli minori morirono tutti durante l'infanzia), a Wolfenbüttel il 27 febbraio 1697 sposò il Principe Giovanni Guglielmo di Sassonia-Eisenach, fratello minore del duca regnante Giovanni Giorgio II) come sua seconda moglie. Un anno dopo, il 10 novembre 1698, suo marito ereditò il ducato di Sassonia-Eisenach dopo la morte del fratello senza figli.
Durante il suo matrimonio, Cristina Giuliana partorì sette figli, di cui soltanto tre raggiunsero l'età adultà:
1. Giovannetta Antonietta Giuliana (Jena, 31 gennaio 1698 - castello di Dahme, 13 aprile 1726), sposò il 9 maggio 1721 il Principe Giovanni Adolfo di Sassonia-Weissenfels, che nel 1734 ereditò il ducato dal fratello senza figli.
2. Carolina Cristina (Jena, 15 aprile 1699 - Philippsthal, 25 luglio 1743), sposò il 24 novembre 1725 Carlo I, Langravio d'Assia-Philippsthal.
3. Antonio Gustavo (Eisenach, 12 agosto 1700 - Eisenach, 4 ottobre 1710).
4. Carlotta Guglielmina Giuliana (Eisenach, 27 giugno 1703 - Erfurt, 17 agosto 1774), nubile.
5. Giovannetta Guglielmina Giuliana (Eisenach, 10 settembre 1704 - Eisenach, 3 gennaio 1705).
6. Carlo Guglielmo (Eisenach, 9 gennaio 1706 - Eisenach, 24 febbraio 1706).
7. Carlo Augusto (Eisenach, 10 giugno 1707 - Eisenach, 22 febbraio 1711).

Un mese dopo aver dato alla luce il suo ultimo figlio, Cristina Giuliana morì ad Eisenach. Fu sepolta nella chiesa di San Giorgio.